# Burntwood
Burntwood – miasto i civil parish w Wielkiej Brytanii, w Anglii, w regionie West Midlands, w hrabstwie Staffordshire, w dystrykcie Lichfield.
Leży 5,2 km od miasta Lichfield, 20,4 km od miasta Stafford i 179,6 km od Londynu. W 2001 roku miasto liczyło 29 205 mieszkańców. W 2011 roku civil parish liczyła 26 049 mieszkańców.